# Lettura rapida
Per lettura rapida si intendono quelle tecniche che consentono di leggere velocemente un testo. Tali metodi possono basarsi sia sull'assimilazione con una sola occhiata di diverse parole e frasi, sia sulla lettura orientativa, ovvero lo scorrere rapidamente il testo cercando indizi che aiutino a farsi un'idea sommaria dei contenuti.

## La tecnica
La lettura rapida rafforza la capacità di osservazione sviluppando i muscoli oculari e contemporaneamente approfondisce la capacità di comprensione tramite l'allenamento delle facoltà mentali che servono ad interpretare i segni e i significati di quanto i nostri occhi percepiscono.
Durante la lettura sembra che il nostro occhio scorra senza mai fermarsi, ma in realtà esso si ferma e, quando lo fa, crea un punto di fissità, percependo una piccola porzione di testo chiamata campo di percezione. La lettura rapida permette di prendere in una sola “fotografia” tutta la frase, non più solamente le singole parole, e pertanto risulta essere un'evoluzione di metodo.
Questa tecnica, abbassando i tempi di lettura e aumentando il livello di concentrazione, riesce ad estrapolare i concetti fondamentali all'interno di una grande quantità di materiale mantenendo sempre un buon livello di concentrazione e rendimento, ma ciò richiede molta pratica. Per migliorare la velocità di lettura, oltre all'esercizio, è necessario adottare uno stile che si adatti al tipo di testo e alla finalità che vogliamo conseguire: uno dei maggiori vantaggi offerti dalla lettura rapida è proprio la possibilità di diversificare il metodo in relazione alla struttura del testo (romanzo, giornale, ecc.), alla finalità che ci si propone (svago, studio, ecc.), al livello di comprensione che vogliamo ottenere (approfondito o superficiale).

### La lettura rapida come processo selettivo
Per processo selettivo si intende una serie di operazioni tecniche attraverso le quali viene svolta un'attività produttiva, in questo caso una selezione; vengono scelti così, all'interno di un insieme omogeneo, gli elementi migliori o più adatti a certe finalità. Entro la fine della scuola elementare, un bambino dovrebbe idealmente essere in grado di leggere a una velocità di 120-150 parole al minuto. Questo è molto vicino alla velocità del parlato.
Nella lettura rapida, esso risulta essere una percezione selettiva, in quanto il cervello, esplorando un testo, sceglie solo le parti fondamentali.
La percezione della lettura può inoltre essere discontinua quando, esplorando un testo, se ne colgono soltanto frammenti e guidata quando il cervello, sempre esplorando un testo, ne programma in maniera intelligente la scelta delle parti basandosi su tutti gli elementi conoscitivi già posseduti.

### L'assorbimento del sapere con la lettura rapida
Tony Buzan è stato uno dei più prolifici autori in questo campo. A lui si deve l'ideazione delle cosiddette mappe mentali, una rappresentazione grafica visiva della conoscenza, attraverso la quale, secondo Buzan, è possibile cogliere in un sol colpo d'occhio la struttura, l'organizzazione e i collegamenti che formano i pensieri.
La creazione di una mappa è intesa come aiuto per incrementare le prestazioni mnemoniche o per fornire una visione chiara di quanto ci si trova a fronteggiare.

## Le origini della lettura rapida
Le origini della lettura rapida risalgono al periodo della prima guerra mondiale quando l'aviazione Britannica si trovò ad affrontare un problema tattico segnalato da svariati piloti. Essi infatti trovavano parecchie difficoltà nel riconoscimento della nazione di appartenenza di altri aerei avvistati a distanza e nella situazione di vita o di morte durante le missioni di combattimento, rischiavano perciò di colpire i colleghi, al posto del nemico.
I tattici svilupparono così un macchinario chiamato tachistoscopio, in grado di proiettare immagini su un ampio schermo per intervalli di tempo variabili.
A quel punto iniziò l'addestramento dei piloti: vennero come detto proiettate immagini piuttosto grandi di aerei amici e nemici per intervalli di tempo relativamente lunghi (circa un secondo); poi vennero ridotti progressivamente il tempo in cui l'immagine rimaneva visibile, nonché le dimensioni e l'angolatura della proiezione.
Con grande sorpresa venne scoperto che una persona media, allenandosi, poteva essere in grado di distinguere immagini di diversi aerei, grandi quasi quanto un puntino, proiettati sullo schermo per solo un cinquecentesimo di secondo.
I creatori di questo esperimento, dopo questi stupefacenti risultati, vollero trasferire le ricerche anche nel campo della lettura cercando inizialmente di raddoppiarne la velocità: usarono ovviamente parole al posto di immagini.

## La velocità di lettura
La velocità di lettura viene misurata in parole al minuto (PAM). La lettura rapida è un processo selettivo, durante il quale il lettore cerca di aumentare il numero di parole lette in un minuto, e cerca allo stesso tempo di conservare il più possibile il livello di comprensione del testo. La lettura veloce è una pratica faticosa (e a volte inefficace, se mal applicata), ma se ben completata consente di migliorare comprensione e velocità.
Il primo passo per riuscire a leggere più velocemente consiste nel ridurre al minimo i punti di fissità che sono tante piccole pause, fermate che i nostri occhi effettuano sulle parole in quanto non leggono in movimento; hanno quindi bisogno di fermarsi per comprendere il contenuto. Quando l'occhio si ferma (punto di fissità) percepisce una porzione di testo e ciò viene chiamato campo di percezione.
Il secondo passo poi è quello di aumentare la velocità dell'occhio e il campo di percezione (e di conseguenza della visione periferica).
Il compito finale, allora, è di aumentare la velocità di spostamento da un punto di fissità all'altro, riducendo drasticamente il numero di questi ultimi.

## Ricerca scientifica sulla lettura rapida
Alcune ricerche sulla lettura indicano che quando si va oltre le 400 parole al minuto, limite che solitamente non viene superato quando si fa una normale lettura per capire il testo, il livello di comprensione crolla al di sotto del 50%, quantità considerata inaccettabile. Questi risultati sono stati misurati usando test standard di lettura (Cunningham et al 1990).

Test empirici hanno dimostrato che, quando il lettore legge testi di argomenti su cui è competente, la velocità di lettura ottimale per la comprensione è sempre tra le 200 e le 350 parole al minuto (Homa 1983). Ricerche condotte sui corsi di lettura rapida hanno mostrato che in questi viene in realtà insegnata una tipologia limitata di lettura orientativa (Carver 1992). Le tecniche di lettura orientativa consistono nello scorrere il testo per trovarvi particolari informazioni, piuttosto che cercare di comprenderlo, e possono essere apprese facilmente senza bisogno di corsi costosi (Carver 1992). Non è invece appropriato utilizzare questo approccio come abituale per leggere articoli di giornali, libri di testo e romanzi, dato che fornisce un livello di comprensione insufficiente (Allyn & Bacon, 1987).
La ricerca sulla lettura sottovoce (o, meglio, "lettura endofasica", o "parlato interiore", durante il quale il lettore immagina il suono delle parole lette e lo mima lievemente con la bocca), mostra che si tratta di un processo naturale che favorisce la comprensione, e che può essere incoraggiato, specialmente per la lettura di prosa di alta qualità (Carver, 1990). Questa pratica rallenta la lettura solo quando è anche accompagnata da vistosi movimenti della bocca, della mascella o della gola.
Le ricerche condotte su "esperti di lettura rapida" che sostenevano di essere in grado di leggere oltre 1000 parole al minuto con piena comprensione del testo, hanno mostrato che tali dichiarazioni non rispondevano a verità (Homa, 1983). A velocità comprese tra le 1000 e le 2000 parole al minuto, si sono sempre verificati livelli di comprensione vicini al 50% o inferiori. Inoltre, in un particolare test veniva proposto un testo costruito componendo due paragrafi di argomenti in alcun modo correlati; tuttavia gli esperti di lettura rapida, non sapendo come era stato costruito il testo, hanno affermato di averlo compreso (Allyn & Bacon, 1987).
Un altro risultato della ricerca sulla lettura rapida ha mostrato che coloro i quali la utilizzano abitualmente, tendono a perdere la capacità di valutare adeguatamente il proprio livello di comprensione, anche rispetto a dei normali lettori, istruiti solamente su tecniche di lettura orientativa (Allyn & Bacon, 1987); questi ultimi hanno inoltre mostrato di essere più abili nell'estrarre dettagli da un testo rispetto ai "lettori veloci". Ciò si potrebbe spiegare riferendosi proprio al fatto che queste pratiche di lettura rapida indeboliscono la capacità di valutare la comprensione (Allyn & Bacon, 1987), e portano il lettore a fraintendimenti nei confronti della lettura (Harris and Sipay 1990). 
Il consiglio generale che danno i ricercatori sulla velocità di lettura, è di iscriversi ai corsi di lettura rapida (Carver 1992; Perfetti 1995); indicano come preferibile l'insegnamento delle tecniche di lettura orientativa, in quanto richiedono poco tempo e sono accessibili in corsi post-liceali per poco prezzo o gratuitamente (Carver 1992). Ottimi risultati possono invece essere raggiunti attraverso la lettura a velocità adeguata ai contenuti, un ampio repertorio di strategie di apprendimento e un giudizio accurato della propria comprensione (Harris and Sipay 1990).
A fronte di un'abbondante letteratura anglosassone che spesso mitizza le risorse della mnemotecnica, oggi si tende invece a rivalutare la lettura come processo unitario e dinamico, senza sottovalutare peraltro l'importanza delle tecniche, purché impiegate in misura ragionevole. D'altronde, anche tra coloro che apprezzano i tecnicismi avanzati della lettura rapida, qualcuno come Owen Webster (1985) sconsiglia di rincorrere ad ogni costo al traguardo delle 1500 parole al minuto, perdendo così inevitabilmente di vista quello fondamentale della comprensione del testo.

Uno degli assunti basilari della lettura rapida, ovvero l'idea che la pronuncia mentale delle parole rallenti o ostacoli il processo di lettura e comprensione del testo, è smentito da diversi studi. 

In un esperimento, ad esempio, si è richiesto ai soggetti di osservare una parola su uno schermo e premere rapidamente un pulsante per indicare se la parola facesse parte di un determinato campo semantico, ad esempio quello del cibo. Si è scoperto che la probabilità di commettere errori era maggiore quando la parola mostrata aveva un omofono appartenente al campo semantico in questione: ad esempio, esponendo la parola meet (incontrare), omofona a meat (carne), i soggetti la includevano erroneamente nel campo semantico del cibo il 19% delle volte, mentre con parole come melt, che pure differisce di una lettera rispetto a meat, i soggetti sbagliavano solo il 3% delle volte . Questo indicherebbe che la pronuncia mentale di una parola abbia un ruolo rilevante nella comprensione linguistica.

Si è osservato inoltre che la pronuncia mentale non caratterizza unicamente le lingue alfabetiche (quelle in cui i caratteri rappresentano suoni) ma anche in lingue caratterizzate da un alfabeto logografico, come il cinese, nel quale le singole unità di testo non rappresentano suoni ma concetti .